# KIF3C
KIF3C‏ (Kinesin family member 3C) هوَ بروتين يُشَفر بواسطة جين KIF3C في الإنسان.